# إدوين إي. روبرتس
إدوين إي. روبرتس (بالإنجليزية: Edwin E. Roberts)‏ هو محامي وسياسي أمريكي، ولد في 12 ديسمبر 1870 في الولايات المتحدة، وتوفي في 11 ديسمبر 1933 في الولايات المتحدة. حزبياً، نشط في الحزب الجمهوري. وقد انتخب عضو مجلس النواب الأمريكي.